# Хух-Хото-Східне
40°51′03″ пн. ш. 111°45′57″ сх. д. / 40.850880555556° пн. ш. 111.76588888889° сх. д.
Хух-Хото-Східне (кит. 呼和浩特东站, пін. Hūhéhàotèdōng Zhàn) — залізнична станція в КНР, розміщена на Цзінін-Баотоуській залізниці між станціями Байта і Хух-Хото, кінцева станція швидкісної залізниці Чжанцзякоу — Хух-Хото.
Розташована в районі Сіньчен міста Хух-Хото (автономний район Внутрішня Монголія). Відкрита у 2010 році.